# رعاية أبوية
في علم الأحياء، تُعتبر الرعاية الأبوية بمثابة استثمار أبوي يقدّمه الذكر لنسله. تُعدّ الرعاية الأبوية سلوكاً اجتماعياً معقّداً لدى الفقاريات، فهو مرتبط بأنظمة التزاوج الحيوانية وسمات دورة الحياة والبيئة. يوفّر الذكر الرعاية الأبوية بالتعاون مع الأم أحياناً (رعاية أبوية ثنائية) أو لوحده في بعض الحالات النادرة (الرعاية الأبوية الحصرية).
من المفترض أن يزيد توفير الرعاية بواسطة الذكور أو الإناث من معدلات النمو والنوعية أو من نجاة الصغار، وبالتالي تحسين التلاؤم الشامل للآباء في نهاية المطاف. يستثمر ذكور وإناث مجموعة متنوّعة من الفقاريات نسلهم بشكل كبير (على سبيل المثال، ما يقارب 80% من الطيور و6% من الثدييات). تُعتبر معظم الأنواع التي توفّر رعاية أبوية ثنائية أنواعاً أحادية الزواج من المنظور الاجتماعي، إذ يبقى الفرد مع شريكه خلال موسم تكاثر واحد على الأقل.
تطوّرت الرعاية الأبوية الحصرية مرّات عدّة داخل مجموعة متنوّعة من الكائنات الحية مثل اللا فقاريات والأسماك والبرمائيات.

## الثدييات

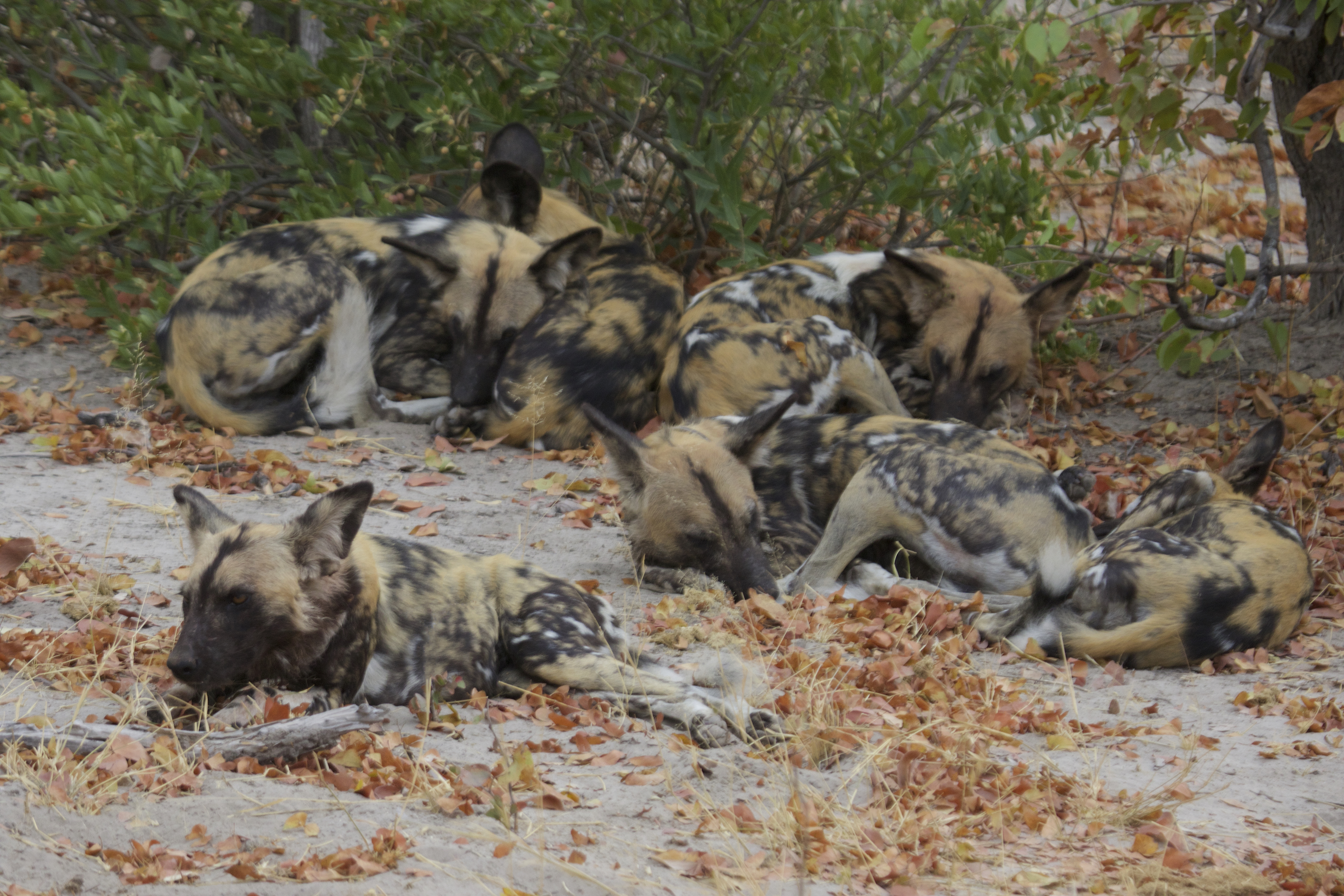
ذئاب إفريقية (Lycaon pictus) تستريح. حيوان ثديي يتولى الذكور فيه رعاية الصغار.

يبذل ذكور الثدييات جهداً في استثمارها أثناء التكاثر بهدف تحسين النجاح التناسلي (مثل عروض المغازلة والصراعات بين أفراد الجنس الواحد) وبهدف توفير الرعاية الأبوية. ومع ذلك، نادراً ما تُدرس تكاليف الرعاية الأبوية عند الثدييات، ويعود السبب إلى انتشار هذه الظاهرة عند 5-10% منهم وحسب. وعلى الرغم من ذلك، تشير الأدلة غير المباشرة إلى أن الرعاية الأبوية المكثّفة التي يقدّمها ذكور بعض الأنواع لنسلهم قد تكون ذات تكاليف كبيرة (الأنواع التي توفّر الرعاية الأبوية الثنائية، بما في ذلك البشر). على سبيل المثال، قد يخضع الآباء المنتمون إلى الثدييات والذين يرعون صغارهم إلى تغييرات منهجية في كتلة أجسادهم وفي توزيع أو إفراز تركيز عدد من الهرمونات (على سبيل المثال، الأندروجين والهرمونات القشرية السكرية واللبتين) بوصفها دالة على الحالة الإنجابية، إذ تؤثر العديد من هذه الهرمونات على تركيب الجسم والأيض والأداء العضوي. ومع ذلك، لم يُحقّق في النتائج الحيوية والتطبيقية المترتّبة على استثمار الآباء الذكور عند الثدييات إلا فيما ندر.
تنتشر الرعاية الأبوية عند الثدييات وخصوصاً لدى الرئيسيات والقوارض والكلبيات.

### البشر
تختلف الثقافات والمجتمعات البشرية كثيراً في تعبيرها عن الرعاية الأبوية، إذ تعترف بعض الثقافات بالرعاية الأبوية من خلال احتفالها بيوم الأب. وفقاً لمركز البحوث والتدريب الأكاديمي في دراسة أصل الإنسان (CARTA)، تُعتبر الرعاية الأبوية البشرية إحدى السمات الناشئة (المتطوّرة عند البشر وأسلافنا الجدد) والمميزة للإنسان العاقل. لربّما تطوّرت الجوانب المختلفة للرعاية الأبوية البشرية (المباشرة وغير المباشرة والرعاية الاجتماعية أو التنمية الأخلاقية) في فترات مختلفة من تاريخنا، إذ تشكّل هذه الجوانب مجتمعةً مجموعةً فريدةً من السلوكيات قياساً بالقردة العليا. وجدت إحدى الدراسات التي أُجريت على البشر بعض الأدلّة التي تُشير إلى احتمال وجود مبادلة تطوّرية بين نجاح التزاوج والانخراط الأبوي، إذ يميل الآباء ذوو الخصى الأصغر إلى المشاركة في رعاية أطفالهم بشكل أكبر.
أسفر أحد الأبحاث الذي درس آثار الرعاية الأبوية على السعادة البشرية عن نتائج متضاربة. وعلى الرغم من ذلك، استنتجت إحدى الدراسات المُجراة مؤخراً أن الآباء يبلغون عموماً مستويات عالية من السعادة والعاطفة الإيجابية ومن المعنى في الحياة قياساً بغير الآباء.
وفقاً لمكتب الإحصاء الأمريكي، يترعرع ثلث الأطفال في الولايات المتحدة الأمريكية دون وجود والدهم البيولوجي في منزلهم. وثّقت بعض الدراسات نتائج سلبيةً لتربية الأطفال في منزل يفتقر إلى أب، وتشمل هذه النتائج زيادة احتمالية العيش تحت وطأة الفقر والمشاكل السلوكية وارتكاب الجرائم والسجن وتعاطي المخدرات أو الكحول والسمنة والتسرب من المدرسة.

## الرئيسيات غير البشرية
غالباً ما تعتمد التربية الأبوية عند الرئيسيات غير البشرية على نوع نظام التزاوج المنتشر عند كل نوع. يؤثّر نظام التزاوج على إثبات النسب وعلى احتمال توفير الذكر للرعاية لنسله البيولوجي. يُعتبر إثبات النسب قوياً لدى الأنواع ذات الزواج الأحادي، إذ يصبح الذكور أقل عرضةً لرعاية نسل لا يمتّ لهم بصلة ولا يساهم في التلاؤم الأبوي الشامل الخاص بهم. على النقيض من ذلك، تنتشر حالة من عدم إثبات النسب عند مجتمعات الرئيسيات متعددة الزيجات، إذ يكون الذكور أكثر عرضة لرعاية نسل لا يمتّ لهم بصلة ما يهدد التلاؤم الشامل الخاص بهم. تستغلّ الرعاية الأبوية لدى الذكور المنتمين إلى الرئيسيات غير البشرية والمدفوعين بالأبوة البيولوجية تاريخ التزاوج والظواهر الوراثية للتعرف على نسلهم. يمكن أن نفهم العلاقة المهمة بين التيقّن الأبوي وحجم الرعاية الأبوية التي يوفّرها الذكر بمقارنة الجهود التي يبذلها الذكور بهدف الرعاية ضمن الأنواع ذاتها. على سبيل المثال، تستخدم قردة السيامنج (سيمفالانغاس سينداكتلاس) نظامي التزاوج الأحادي والمتعدد، لكنّه تبيّن أن الذكور الذين يتزاوجون أحادياً أكثر عرضة لحمل الأطفال الرضّع والمساهمة في الواجبات الأبوية قياساً بالذكور الذين يتزاوجون ضمن أنظمة أكثر تعقيداً. استخدمت بعض الدراسات في علم دراسة الرئيسيات نظم التزاوج والتنظيم الاجتماعي لدى الرئيسيات للمساعدة في إنشاء نظرية عن الأهمية التطورية للرعاية الأبوية عند الرئيسيات.

## وجهات النظر التطورية عن الرعاية الأبوية لدى الرئيسيات
نظرية الاستثمار الأبوي: تنبع الخلافات ما بين الجنسين فيما يتعلّق برعاية الرضّع بسبب استثمار الإناث لوقت أطول وطاقة أكبر في نسلها مقارنةً بالذكور، في حين يتنافس الذكور فيما بينهم ليصلوا إلى الإناث. يلعب الذكور في العديد من أنواع الرئيسيات دوراً أبوياً في رعاية الرضّع، على الرغم من ندرة الرعاية الأبوية لدى الثدييات.
يمكن تفسير ظهور الأبوة في العديد من أنواع الرئيسيات من خلال ثلاث فرضيات مختلفة
- فرضية الرعاية الأبوية: يُخصّص كلّ من الرعاية والاستثمار الأبويين للنسل البيولوجي، ما يزيد من فرصة نجاة الرضيع وزيادة التلاؤم الشامل لدى الذكر.[24][28] تتطلّب هذه الفرضية استخدام الذكر للدلائل التمييزية والسلوكية بهدف تمييز نسله من نسل غيره.[26] تنتشر حالة عدم ثبات النسب في مجموعات الرئيسيات ذات نظم التزاوج المتعدد، لذا يترتّب على الذكور استخدام هذه الدلائل ليتعرّفوا على نسلهم ويقدّموا له الرعاية. يسمح هذا الأمر باستثمار الذكور من أجل نسلهم على المدى القصير والطويل.[23] تُظهر الرئيسيات التي تعيش ضمن نظم تزاوج أحادية أو ضمن مجموعات ذكور درجة عالية من الأبوة التي تصب في صالح فرضية الرعاية الأبوية.
- فرضية الجهد من أجل التزاوج: تقدّم الذكور الرعاية للرضّع بهدف زيادة فرصهم في التزاوج مع الإناث،[24][29] ما يعني أنهم أكثر عرضة للانخراط في السلوكيات الانتمائية مع الرضيع أثناء وجود الأم كشكل من أشكال بذل الجهد من أجل التزاوج وتحسين النجاح التناسلي المستقبلي.[24] استقلّت هذه النظرية عن علم الوراثة وتطوّرت لتستقل عن الأبوة.
- فرضية التخفيف عن الأمهات: يوفّر الذكور الرعاية للرضّع بهدف المساعدة في تقليل الأعباء الإنجابية عن الإناث، ما يؤدي إلى تقليل الفترات ما بين الولادات وولادة نسل أكثر نجاحاً.[24] ينبع الأمر من الذكر الذي يحاول التخفيف عن الأنثى وواجباتها الأبوية، وذلك بهدف الحفاظ على مواردها ومساعدتها في إنتاج حليب عالي الجودة للرضيع.[22] تتشابه هذه الفرضية مع فرضية الجهد من أجل التزاوج، إذ تستقلّ هذه النظرية عن علم الوراثة ولا تتطلّب أن يكون الذكر المساعد في رعاية الرضيع الأب البيولوجي له.

### القوارض
دُرست بعض أنواع القوارض كنماذج للرعاية الأبوية، بما في ذلك فئران البراري (مايكروتوس أوكروغاستر) وقداد كامبل والعضلان المنغولي والفأر المخطط الأفريقي. يعيش فأر كاليفورنيا (بيروميسوس كاليفورنيسوس) ضمن نظام تزاوج أحادي ويُظهر رعاية أبوية كبيرة وأساسية، لذلك دُرس هذا النوع كنموذج حي لهذه الظاهرة. وجدت إحدى الدراسات التي أُجريت على الذكور الآباء من هذا النوع أنهم يمتلكون عضلات خلفية أكبر قياساً بالذكور غير الآباء. حدّد التحليل الوراثي الكمي عدداً من المناطق الجينومية التي تؤثّر على الرعاية الأبوية.